# 46e régiment d'infanterie « comte Kirchbach » (1er régiment d'infanterie bas-silésien)
Pour les articles homonymes, voir 46e régiment.
Le 46e régiment d'infanterie « comte Kirchbach » (1er régiment d'infanterie bas-silésien) est une unité d'infanterie de l'armée prussienne.

## Histoire
Le régiment est fondé le 5 mai 1860 pendant la réforme de l'armée Roon. À cet effet, trois bataillons du 16e régiment de la Landwehr sont transférés dans le nouveau régiment. Dans les années qui suivint, certaines compagnies sont transférés dans d'autres régiments. En 1914, il est mobilisé dans le cadre de la Première Guerre mondiale.
Le régiment est nommé d'après son chef du régiment de longue date, Hugo von Kirchbach.

## Commandants
| Grade         | Nom                                       | Date                                  |
| ------------- | ----------------------------------------- | ------------------------------------- |
| Oberst        | Alexander von Freyhold (de)               | 4 juillet 1860 au 24 juin 1864        |
| Oberst        | Rudolf Ernst Karl Julius von Esebeck (de) | 25 juin 1864 au 13 août 1865          |
| Oberst        | Rudolf Walther von Monbary (de)           | 14 août 1865 au 14 juillet 1870       |
| Oberst        | Heinrich von Eberhardt                    | 25 juillet 1870 au 14 février 1874    |
| Oberst        | Richard Joffroy                           | 15 février 1874 au 9 février 1877     |
| Oberst        | Karl von Aweyden (de)                     | 10 février 1877 au 14 mai 1883        |
| Oberst        | Wilhelm von Tschischwitz (de)             | 15 mai 1883 au 14 mai 1886            |
| Oberst        | Karl von Trebra (de)                      | 15 mai 1886 au 12 novembre 1888       |
| Oberst        | Gustav Krahmer (de)                       | 13 novembre 1888 au 27 juillet 1892   |
| Oberst        | Otto Witte                                | 28 juillet 1892 au 12 mai 1895        |
| Oberst        | Carl Niemeyer (de)                        | 13 mai 1895 au 17 avril 1896          |
| Oberst        | Alfred von Sihler                         | 18 avril 1896 à 1898                  |
| Oberst        | Karl von Reinhardt                        | 1898 à 1901                           |
| Oberst        | Anton von Thiesenhausen                   | 7 juillet 1901 au 22 avril 1905       |
| Oberst        | Karl zu Boineburg und Lengsfeld (de)      | 22 avril 1905 au 23 janvier 1908      |
| Oberst        | Albrecht von Liebenstein                  | 27 janvier 1908 au 24 mars 1909       |
| Oberst        | Gustav Hoffmann                           | 24 mars 1909 au 12 septembre 1911     |
| Oberst        | Wilhelm Hunaeus                           | 13 septembre 1911 au 3 mai 1914       |
| Oberst        | Viktor von Arent                          | 4 mai 1914 au 5 janvier 1915          |
| Oberstleutant | Georg Sick (de)                           | 5 janvier 1915 au 21 avril 1915       |
| Oberst        | Viktor von Arent                          | 21 avril 1915 au 17 mai 1915          |
| Oberst        | Johannes Stockmann                        | 17 mai 1915 au 1er août 1915          |
| Major         | Cramer                                    | 1er août 1915 au 17 septembre 1915    |
| Oberst        | Friedrich von Lüttwitz                    | 17 septembre 1915 au 30 décembre 1916 |
| Oberstleutant | Max Zunehmer                              | 30 décembre 1916 au 5 mars 1918       |
| Major         | Friedemann Goetze                         | 5 mars 1918 au 14 octobre 1918        |
| Hauptmann     | Wolff                                     | 14 octobre 1918 au 21 décembre 1918   |
| Oberst        | Max Zunehmer                              | 21 décembre 1918 au 2 juillet 1919    |

## Membres célèbres
- Hugo von Kirchbach, 1871-1887, chef du régiment
- Otto Hasse, 1890, drapeau junior
- Julius Aßmann, 1891/1892, volontaire d'un an
- Wilhelm Mueller (de), 1893, commandant de compagnie
- Thaddäus von Jarotzky, 1901, commandant de bataillon
- Walter Schroth, 1903. lieutenant
- William Balck, 1906-1910, colonel
- Georg Sick (de), 1915, commandant
- Friedrich Wilhelm Heinz (de), 1916/1917, drapeau junior